# Ferdynand Bohdan Ruszczyc
Ferdynand Bohdan Ruszczyc (ur. 14 sierpnia 1959 w Warszawie) – polski historyk sztuki, dyrektor Muzeum Narodowego w Warszawie w latach 1995–2007. 

## Życiorys
Jest absolwentem XVIII Liceum Ogólnokształcącego im. Jana Zamoyskiego w Warszawie (1978). W 1983 uzyskał w Uniwersytecie Warszawskim tytuł zawodowy magistra historii sztuki.
W latach 1982–1985 pracownik Muzeum Narodowego w Warszawie (MNW). Od 1987 do 1995 był pracownikiem, w tym w latach 1991–1995 dyrektorem Muzeum Karykatury w Warszawie, od kwietnia 1995 do 5 października 2007 dyrektorem Muzeum Narodowego w Warszawie. Od 2009 do 2014 pełnił funkcję dyrektora Muzeum Kolejnictwa w Warszawie.
Wnuk prof. Ferdynanda Ruszczyca.

## Odznaczenia
- Krzyż Oficerski Orderu Odrodzenia Polski (2002)[5]
- Krzyż Kawalerski Orderu Odrodzenia Polski (1998)[6]
- Krzyż Oficerski Orderu Wielkiego Księcia Giedymina (1999)[7]